# Застава Малдива
Застава Малдива је црвене боје са великим зеленим правоугаоником у средини са белим полумесецом. Службено је усвојена 25. јуна 1965. 
Црвена боја представља крв националних хероја, у прошлости, будућности и садашњости, који жртвују и задњу кап крви за одбрану своје државе. Зелени правоугаоник представља палме на острву, а бели полумесец ислам.